# Leonie Maier
Leonie Rebekka Maier (Stuttgart, Alemania; 29 de septiembre de 1992) es una futbolista alemana. Juega como defensa en el Everton de la FA Women's Super League de Inglaterra y en la selección de Alemania.

## Trayectoria
Maier debutó profesionalmente en enero de 2009 con el equipo VfL Sindelfingen de la segunda división de la Bundesliga alemana. Al fin de esa temporada Maier fue traspasada al equipo de primera división SC 07 Bad Neuenahr. Debutó en la Bundesliga el 15 de agosto de 2010 y marcó su primer gol el 22 de agosto de ese mismo año.
En febrero de 2013 Maier firmó su traspaso al equipo  FC Bayern Múnich. Tras sufrir una ruptura en el ligamento cruzado anterior en marzo de 2014, se perdió parte de la temporada. En la temporada 2014/2015 fue una pieza importante para que el Bayern Múnich ganara la Bundesliga por primera vez desde 1976. También ganaró la siguiente temporada.
El 31 de mayo de 2019, Maier firmó un contrato con el Arsenal.

## Selección nacional

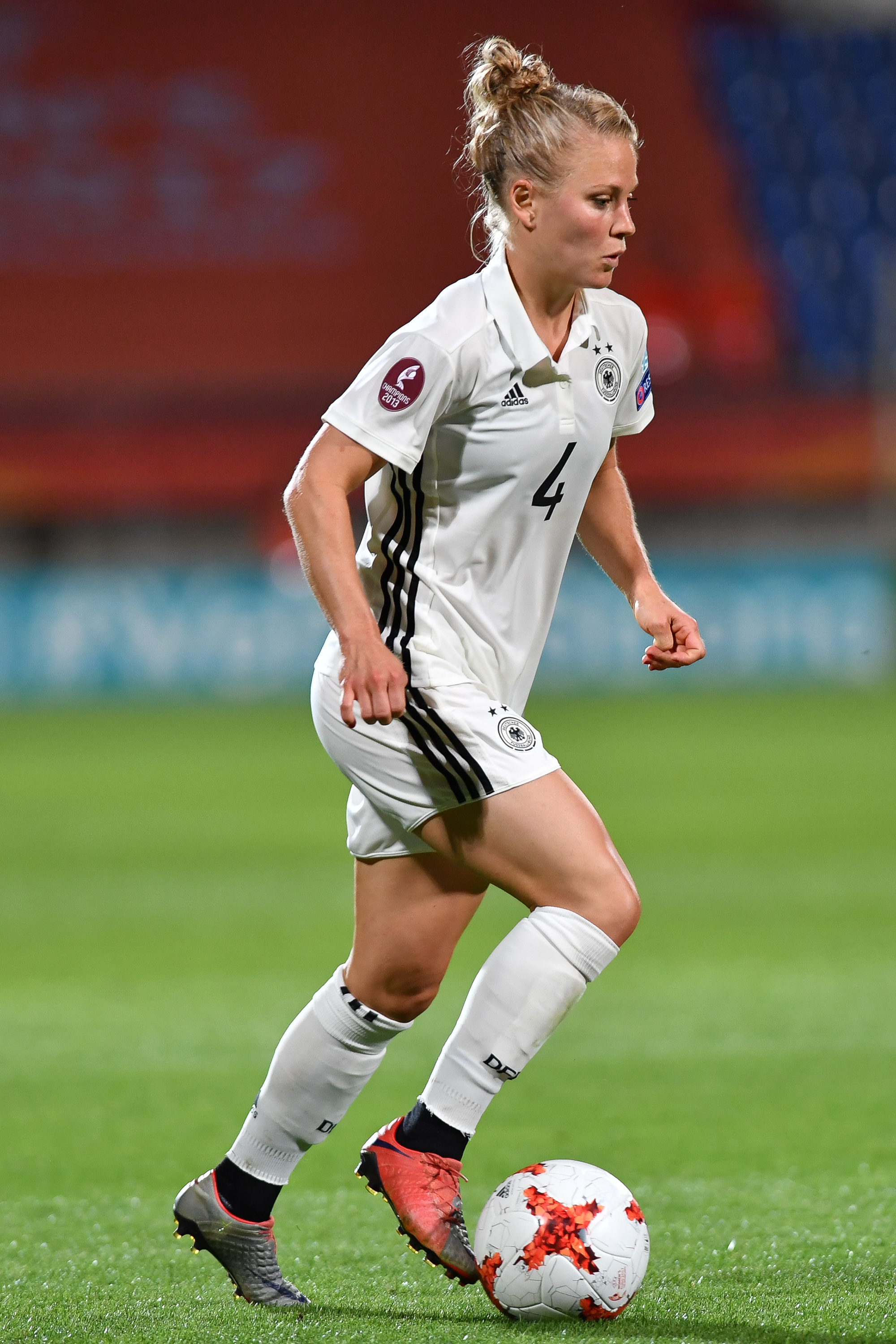
Leonie Maier durante el Campeonato Europeo 2017

Maier jugó en las selecciones Sub-17 (2008-2009; 15 apariciones y 3 goles), Sub-19 (2010-2011; 18 apariciones y 1 gol) y Sub-20 (2012; 12 apariciones y 3 goles).
Hizo su debut con el primer equipo de la Selección de Alemania en Estrasburgo el 13 de febrero de 2013 contra la selección de Francia. Fue convocada para la Eurocopa Femenina 2013, donde tomó parte en todos los partidos, sin faltar un minuto, ayudando a su equipo a ganar el campeonato. Este fue su primer título internacional con la primera selección. Anotó su primer gol internacional el 19 de junio de 2013 en Paderborn en un partido amistoso contra la selección de Canadá.
El 11 de marzo de 2014, durante la Copa de Algarve con la selección nacional, sufrió una ruptura en el ligamento cruzado anterior. El 9 de noviembre de 2014, tras siete meses de rehabilitación, comenzó a jugar de nuevo.
El 24 de mayo de 2015 Leonie Maier fue elegida para formar parte de la selección alemana femenina de fútbol para participar en la Copa Mundial 2015. Quedaron en el cuarto puesto.
Formó parte del equipo en los Juegos Olímpicos de 2016, donde obtuvo la medalla de Oro.
En 2019 fue seleccionada para formar parte de Copa Mundial 2019, donde llegó hasta los cuartos de final.

### Partidos y goles marcados en Mundiales y Juegos Olímpicos
| Gol                                                  | Partido | Fecha     | Ubicación      | Rival          | Alineación   | Min | Puntuación | Resultado        | Competición      |
| ---------------------------------------------------- | ------- | --------- | -------------- | -------------- | ------------ | --- | ---------- | ---------------- | ---------------- |
| Mundial de Canadá 2015                               |         |           |                |                |              |     |            |                  |                  |
|                                                      | 1       | 11-6-2019 | Ottawa         | Noruega        | Principal    |     |            | 1-1 (PE)         | Fase de grupos   |
|                                                      | 2       | 20-6-2015 | Ottawa         | Suecia         | Principal    |     |            | 4-1 (PG)         | Fase de grupos   |
|                                                      | 3       | 26-6-2015 | Montreal       | Francia        | Principal    |     |            | 1-1 (5-4 p) (PG) | Cuartos de final |
|                                                      | 4       | 30-6-2015 | Montreal       | Estados Unidos | Principal    |     |            | 0-2 (PP)         | Semifinal        |
| Rio de Janeiro Fútbol Femenino Juegos Olímpicos 2016 |         |           |                |                |              |     |            |                  |                  |
|                                                      | 5       | 3-8-2016  | São Paulo      | Zimbabue       | Principal    |     |            | 6-1 (PG)         | Fase de grupos   |
|                                                      | 6       | 6-8-2016  | São Paulo      | Australia      | Principal    |     |            | 2-2 (PE)         | Fase de grupos   |
|                                                      | 7       | 12-8-2016 | Salvador       | China          | Principal    |     |            | 1-0 (PG)         | Cuartos de final |
|                                                      | 8       | 16-8-2016 | Salvador       | Canadá         | Principal    |     |            | 2-0 (PG)         | Semifinal        |
|                                                      | 9       | 19-8-2016 | Río de Janeiro | Suecia         | Principal    |     |            | 2-1 (PG)         | Final            |
| Mundial de Francia 2019                              |         |           |                |                |              |     |            |                  |                  |
|                                                      | 10      | 29-6-2019 | Rennes         | Suecia         | 43' ( Simon) |     |            | 1-2 (PP)         | Cuartos de final |

### Partidos y goles marcados en Campeonatos Europeos
| Gol           | Partido | Fecha     | Ubicación  | Rival        | Alineación    | Min | Puntuación | Resultado | Competición      |
| ------------- | ------- | --------- | ---------- | ------------ | ------------- | --- | ---------- | --------- | ---------------- |
| Eurocopa 2013 |         |           |            |              |               |     |            |           |                  |
|               | 1       | 11-7-2013 | Växjö      | Países Bajos | Principal     |     |            | 0-0 (PE)  | Fase de grupos   |
|               | 2       | 14-7-2013 | Växjö      | Islandia     | Principal     |     |            | 3-0 (PG)  | Fase de grupos   |
|               | 3       | 17-7-2013 | Kalmar     | Noruega      | Principal     |     |            | 0-1 (PP)  | Fase de grupos   |
|               | 4       | 21-7-2013 | Växjö      | Italia       | Principal     |     |            | 1-0 (PG)  | Cuartos de final |
|               | 5       | 24-7-2013 | Gotemburgo | Suecia       | Principal     |     |            | 1-0 (PG)  | Semifinal        |
|               | 6       | 28-7-2013 | Solna      | Noruega      | Principal     |     |            | 1-0 (PG)  | Final            |
| Eurocopa 2017 |         |           |            |              |               |     |            |           |                  |
|               | 7       | 17-7-2017 | Breda      | Suecia       | 73' ( Blässe) |     |            | 0-0 (PE)  | Fase de grupos   |
|               | 8       | 21-7-2017 | Tilburgo   | Italia       | Principal     |     |            | 2-1 (PG)  | Fase de grupos   |

## Clubes
| Club               | País       | Año             |
| ------------------ | ---------- | --------------- |
| VfL Sindelfingen   | Alemania   | 2009 - 2010     |
| SC 07 Bad Neuenahr | Alemania   | 2010 - 2013     |
| FC Bayern Múnich   | Alemania   | 2013 - 2019     |
| Arsenal            | Inglaterra | 2019 - 2021     |
| Everton FC         | Inglaterra | 2021 - presente |

## Títulos

### Campeonatos nacionales
| Título     | Club             | País     | Temporada   |
| ---------- | ---------------- | -------- | ----------- |
| Bundesliga | Bayern de Múnich | Alemania | 2014 - 2015 |
| Bundesliga | Bayern de Múnich | Alemania | 2015 - 2016 |

### Campeonatos internacionales
| Título                                        | Equipo   | Sede final     | Año  |
| --------------------------------------------- | -------- | -------------- | ---- |
| Campeonato Europeo Femenino Sub-17 de la UEFA | Alemania | Suiza          | 2009 |
| Campeonato Europeo Femenino Sub-19 de la UEFA | Alemania | Italia         | 2011 |
| Eurocopa Femenina                             | Alemania | Suecia         | 2013 |
| Copa de Algarve                               | Alemania | Portugal       | 2014 |
| Juegos Olímpicos                              | Alemania | Río de Janeiro | 2016 |